# إيفان أموزوروتيا
إيفان أموزوروتيا توريس لاندا (من مواليد 12 أكتوبر 1995) هو ممثل مكسيكي.

## الحياة الشخصية
إنه حفيد الممثلة من العصر الذهبي للسينما المكسيكية كيتي دي هويوس وشقيق الممثل أيضًا دييغو أموزوروتيا الذي يعمل منذ سنوات عديدة ومعروف بالمشاركة في منتجات تيلفيزا مثل مليء بالحب و يا عزيزى و تشيكا شيسموسا أكابولكو و أريد أن أحبك من بين أمور أخرى.
منذ عام 2017 ، كان يواعد زميلته الممثلة آنا خيمينا فيلانويفا التي التقت أثناء تصوير مسلسلات طويلة الوقوع في حب رامون.

## روابط خارجية
- إيفان أموزوروتيا في قاعدة بيانات الأفلام على الإنترنت
- إيفان أموزوروتيا على إنستغرام